# يويل أبو حنا
يويل أبو حنا (بالألمانية: Joël Abu Hanna)‏ (مواليد 22 يناير 1998) هو لاعب كرة قدم ألماني ، يجيد اللعب في مركز قلب الدفاع ويلعب أيضًا كلاعب خط وسط دفاعي وظهير أيسر ، ويلعب حاليًا لنادي باير ليفركوزن الألماني ، وشارك مع فريق الشباب في بطولة دوري أبطال أوروبا للشباب 2015–2016 ، كما أنه فاز مع منتخب ألمانيا (تحت 17) بالمركز الثاني في بطولة أوروبا 2015 في بلغاريا.

## روابط خارجية
- يويل أبو حنا على موقع الاتحاد الدولي (مؤرشف)  (الإنجليزية)
- يويل أبو حنا على موقع الاتحاد الأوربي (الإنجليزية)
- يويل أبو حنا على موقع قاعدة بيانات كرة القدم.إي يو (الإنجليزية)
- يويل أبو حنا على موقع ناشيونال فوتبول تيمز (الإنجليزية)
- يويل أبو حنا على موقع Soccerbase.com (لاعب) (الإنجليزية)
- يويل أبو حنا على موقع Soccerway.com (الإنجليزية)
- يويل أبو حنا على موقع عالم كرة القدم.نت (الإنجليزية)
- يويل أبو حنا على موقع AS.com (الإسبانية)
- Joël Abu Hanna